# Erysimum arbuscula
Erysimum arbuscula là một loài thực vật có hoa trong họ Cải. Loài này được (Lowe) Snogerup mô tả khoa học đầu tiên năm 1967.